# Comté de York (Australie)
Pour les articles homonymes, voir Comté de York.
Le comté de York est une zone d'administration locale au sud-est de l'Australie-Occidentale en Australie. Le comté est situé à la limite est de l'agglomération de Perth, la capitale de l'État.
Le centre administratif du comté est la ville de York.
Le comté est divisé en un certain nombre de localités :
- Badgin
- Balladong
- Cold Harbour
- Greenhills
- Gwambygine
- Inkpen
- Mount Hardey
- Mount Observation
- Talbot
- York

Le comté a 6 conseillers locaux et n'est plus  divisé en circonscriptions depuis le 6 mai 2006.

## Galerie

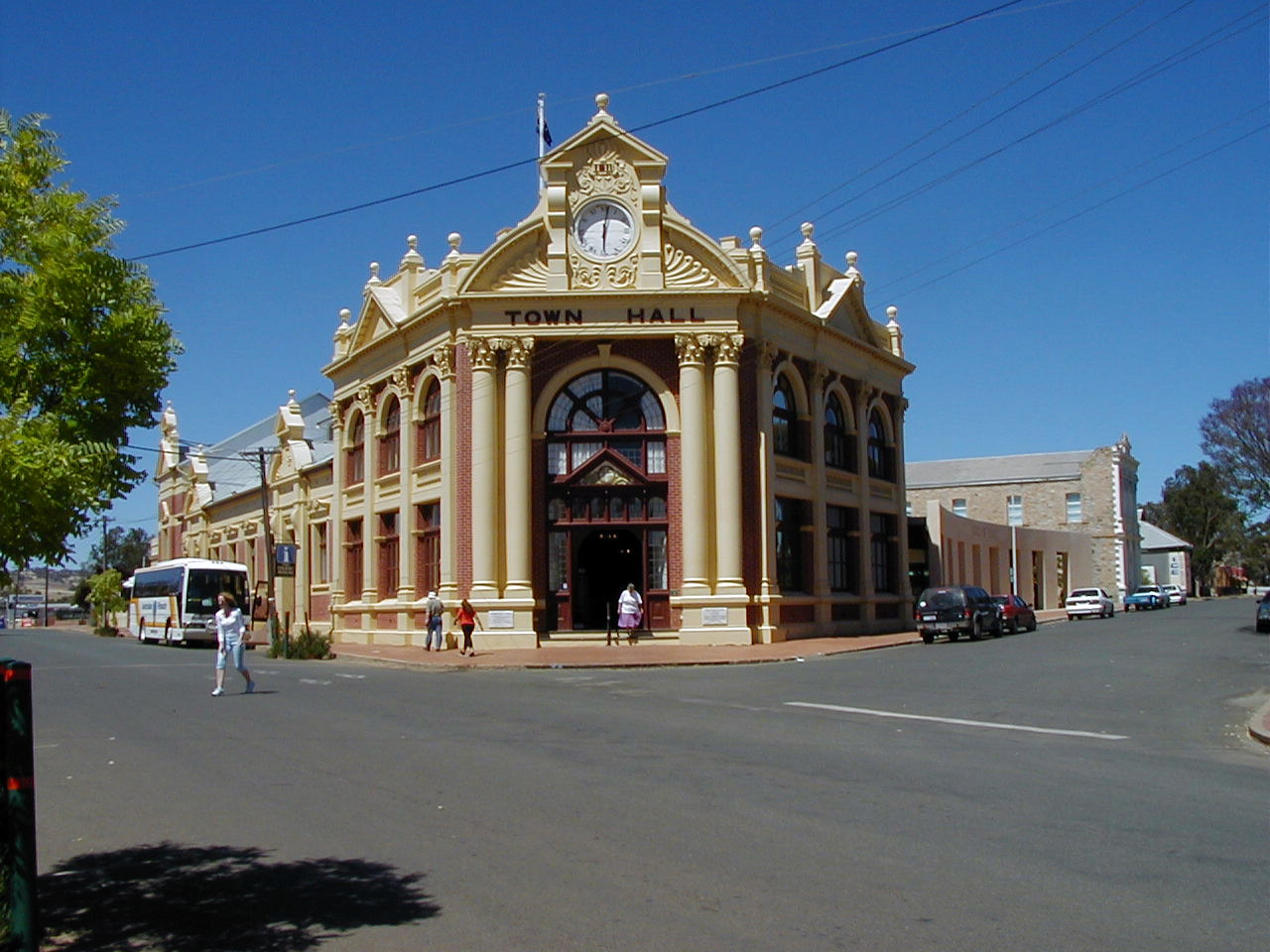
La mairie de York.
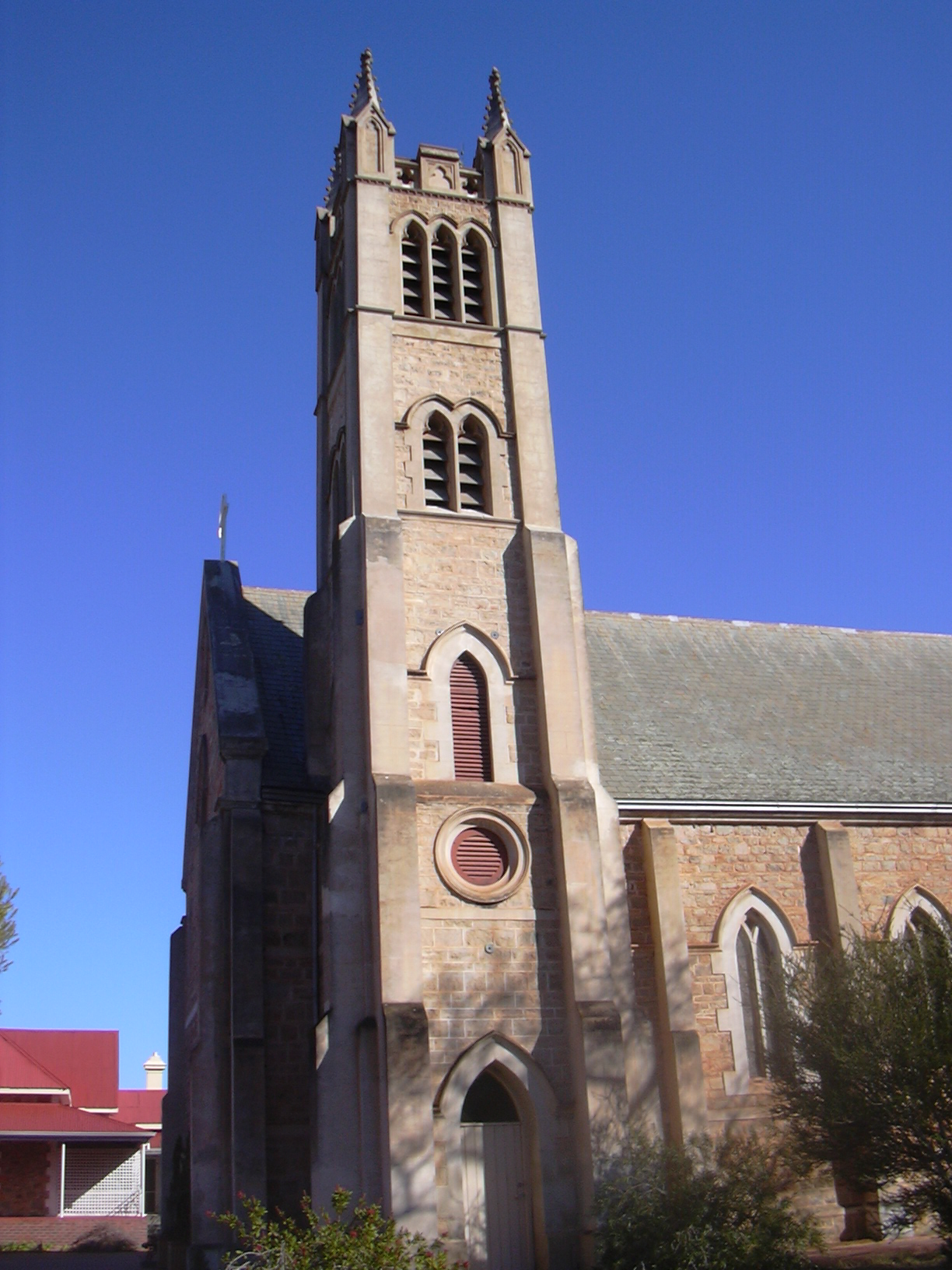
L'église catholique de York